# Dâure Daman

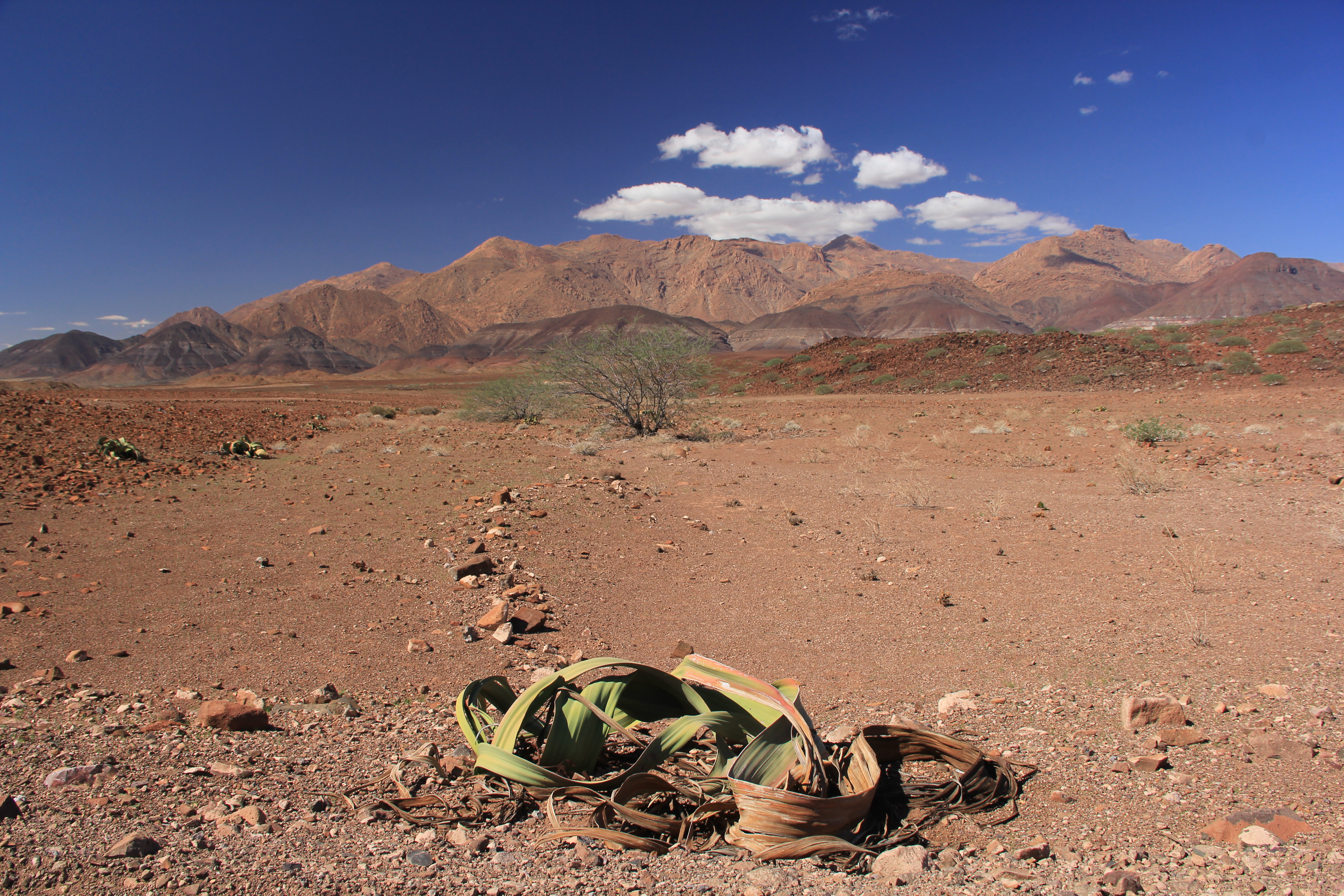
Brandbergmassiv, Heimat der Dâure Daman

Die Dâure Daman sind ein Clan der Damara in Namibia. Im unabhängigen Namibia sind sie als traditionellen Verwaltung mit Sitz in ǂNu-danab anerkannt.

## Geschichte
Die Geschichte der Dâure Daman lässt sich bis ins 17. Jahrhundert zurückverfolgen. Sie spalteten sich von den Damara um 1665 ab, als sie von kriegerischen Herero zum Brandbergmassiv (Khoekhoegowab Dâures) verdrängt wurden. Mit den ǃOeǂgan ging eine andere Gruppe in das Erongogebirge (ǃOeǂgab).
Zunächst siedelten die Dâure Daman in ǁGûas und ǃNaiǃaob. Unter Gaob Abraham ǁGuruseb (etwa ab 1860) zogen einige der Clanmitglieder an den ǂEseb. Hier fanden sie starkes Wasser vor und etablierten sich als Gemüsebauern. Ihr Hauptsiedlungsgebiet blieben jedoch die bergigen Regionen um den Königstein im Brandbergmassiv bis nach Palmwag im Norden und die Skelettküste im Westen. Hier zeugen Gräber von der Besiedlung durch die Dâure Daman.

## Gesellschaftliche Grundlagen
Die Dâure Daman leben nach sieben gesellschaftlichen Grundlagen. Diese werden durch einen staatlich anerkannten traditionellen Gerichtshof überwacht.
- Ehrlichkeit
- Liebe
- Einheit
- Sicherheit
- Schutz
- Stärke
- Respekt

## Gaob
Der Führer der Dâure Daman, der Gaob (etwa König) wird aufgrund seiner physischen Charakteristika in Verbindung mit Eigenschaften wie Geduld, Tapferkeit und Fitness gewählt. Der ausgewählte Gaob sucht seine Berater und Unterstützer nach ähnlichen Kriterien aus, wobei vor allem deren Sozialverhalten berücksichtigt wird.
Der erst Gaob war Ida ǀHuseb, der von 1830 bis 1950 [sic!] regiert haben soll. Abraham ǁGuruseb soll von etwa 1860 bis 1860 Gaob gewesen, und 1894 gestorben sein. Ab 1984, mit Anerkennung des Staates ab dem 8. März 2008, war Elias Taniseb Gaob. Auf seinen Tod 2017 folgte kommissarisch Zacharias Seibeb, der später ohne Wissen der Clans rechtlich als Gaob anerkannt worden sein soll.

## Anmerkung
1. ↑  Anmerkung: Dieser Artikel enthält Schriftzeichen aus dem Alphabet der im südlichen Afrika gesprochenen Khoisansprachen. Die Darstellung enthält Zeichen der Klicklautbuchstaben ǀ, ǁ, ǂ und ǃ. Nähere Informationen zur Aussprache langer oder nasaler Vokale oder bestimmter Klicklaute finden sich z. B. unter Khoekhoegowab.